# Charlie Feathers
Charlie Feathers (* 12. Juni 1932 in Slayden, Mississippi als Arthur Lyndbergh Feathers; † 29. August 1998 in Memphis, Tennessee) war ein US-amerikanischer Country- und Rockabilly-Musiker. Er galt als einer der führenden Vertreter seines Genres, obwohl es keine seiner Singles in die Charts schaffte. Zu seinen bekanntesten Songs zählen Tongue-Tied Jill, One Hand Loose und Jungle Fever.

## Leben

### Kindheit und Jugend
Geboren als eins von sieben Kindern der Farmbesitzer Leonard und Lucy Feathers, begann Charlie Feathers mit neun Jahren Gitarre zu spielen. Schon früh hörte er der wöchentlich ausgestrahlten WSM Grand Ole Opry zu. Auf den Feldern der Farm wurde er stark von dem Blues und Worksongs der afroamerikanischen Arbeiter beeinflusst sowie von Bill Monroe und Hank Williams. Nachdem er die Schule ohne Abschluss verlassen hatte, arbeitete er mit seinem Vater zunächst in Cairo, Illinois, danach auf den Ölfeldern in Texas.

### Karriere
Anfang der 1950er Jahre zog Feathers nach Memphis, Tennessee, wo er im Mai 1951 Rosemary Hardy heiratete. Nach einem längeren Aufenthalt im Krankenhaus aufgrund einer Erkrankung an Meningitis beschloss Feathers Musiker zu werden. Durch seine Krankheit war Feathers vom Wehrdienst befreit worden und wurde 1953 Mitglied im Saturday Night Jamboree, einer lokalen Live-Radioshow. Zu dieser Zeit spielte Feathers jedoch noch Country-Musik. Ende 1954 wurde der Plattenlabel-Besitzer Sam Phillips auf den jungen Feathers aufmerksam und ließ ihn mit den Musikern Quinton Claunch und Bill Cantrell bei ihm zuhause Demos von dem Country-Stück I’ve Been Deceived machen. Im Februar spielte er bei seiner ersten Studio-Session die Titel Peepin’ Eyes und I’ve Been Deceived ein, die kurz darauf erst bei Flip, einem Sublabel von Phillips Sun Records, und dann bei Sun veröffentlicht wurden. Bedingt durch die guten regionalen Verkäufe der Platte folgten weitere Sessions. Den von ihm und Stan Kesler geschriebenen Song I Forgot to Remember to Forget nahm Feathers als Demo auf; in der Version des jungen Elvis Presley wurde der Titel zu einem Nummer-eins-Hit in den Country-Charts.
Ende 1955 folgte bei Sun eine zweite Single, doch sein Vertrag lief aus. Zusammen mit Jerry Huffman (Gitarre), Jody Chastain (Steel Guitar) und Shorty Torrance (Bass) gründete er eine Band und spielte Phillips den Rockabilly-Titel Bottle to the Baby vor, doch Phillips ließ sich nicht mehr umstimmen. Nachdem Jody Chastain zum Kontrabass gewechselt war und der Schlagzeuger Jimmy Sword Torrance ersetzte, benannte sich die Gruppe in The Musical Warriors um und reiste durch die Südstaaten, wo sie auf Barn Dances und im Radio auftraten. Nach der Tour unterschrieb Feathers bei Meteor Records in Memphis. Dort veröffentlichten Feathers und seine Band einen seiner bekanntesten Titel, Tongue-Tied Jill, zusammen mit der Corrine, Corrina-Version Get With It. Das weitaus größere Label King Records wurde kurz danach auf Feathers aufmerksam und nahm ihn zusammen mit seiner Band unter Vertrag. Als Feathers zu King kam, hatte das Label nur wenig Erfahrung mit Rockabilly-Musik: „'They had no idea about bass slapping and them things“, sagte Feathers später dazu.

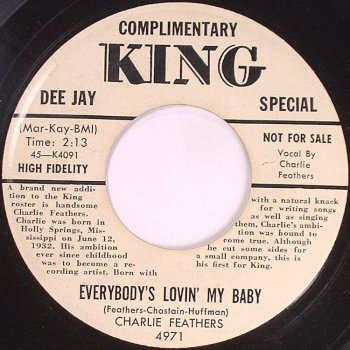
Everybody’s Lovin‘ My Baby, 1956

Während ihrer Zeit bei King spielten Feathers und die Musical Warriors die bekanntesten Songs ihrer Karriere ein, wie One Hand Loose, Everybody’s Lovin‘ My Baby und Bottle To The Baby. Nachdem Feathers jedoch keinerlei finanzielle Gegenleistung bekommen hatte, verließ er King. Mit seiner Band bekam er trotzdem die Gelegenheit, einige Auftritte im KRLD Big D Jamboree zu absolvieren. Bis 1960 blieben Feathers und die Musical Warriors zusammen, traten auf und veröffentlichten Singles bei Kay und Hi Records. Ihre letzte gemeinsame Platte kam im Juli 1960 unter dem Pseudonym „Charlie Morgan“ bei Wal-May Records heraus. In den folgenden Jahren war Feathers bei verschiedenen Labels wie Memphis, Holliday Inn oder Vetco unter Vertrag. Sein 1974 bei Ronnie Weisers Rollin‘ Rock Records erschienener Song That Certain Female wurde 2003 bei dem Spielfilm Kill Bill verwendet.
Nachdem Feathers 1976 bei der London Sun Sound Show aufgetreten war, gelang ihm im Zuge des Rockabilly-Revivals ein großes Comeback. Feathers nahm verschiedene Alben auf und unternahm Tourneen durch Europa und die USA. In den 1980er Jahren verschlechterte sich Feathers Gesundheit zusehends und er musste sich für einige Zeit aus der Öffentlichkeit zurückziehen. Nach einigen Monaten kehrte er auf die Bühne zurück, auch wenn er nur noch im Rollstuhl auftreten konnte.
Charlie Feathers starb am 29. August 1998 im Alter von 66 Jahren in Memphis, Tennessee, drei Tage nachdem er aufgrund eines Schlaganfalls in ein Koma gefallen war. Feathers wurde postum in die Rockabilly Hall of Fame aufgenommen.

## Diskografie

### Singles
| Jahr                    | Titel | Plattenfirma               |
| ----------------------- | --- | -------------------------- |
| 1955                    | Peepin’ Eyes / I’ve Been Deceived | Flip Records               |
| 1955                    | Peepin’ Eyes / I’ve Been Deceived | Sun Records                |
| 1956                    | Defrost Your Heart / A Wedding Gown Of White | Sun Records                |
| 1956                    | Tongue Tied Jill / Get With It | Meteor Records             |
| 1956                    | Everybody’s Lovin’ My Baby / Can’t Hardly Stand It | King Records               |
| 1956                    | One Hand Loose / Bottle To The Baby | King Records               |
| 1957                    | Nobody’s Woman / When You Decide | King Records               |
| 1957                    | Too Much Alike / When You Come Around | King Records               |
| 1958                    | Jungle Fever / Why Don’t You | Kay Records                |
| 1960                    | Dinky John / South of Chicago (als Charlie Morgan) | Walmay Records             |
| 1961                    | Wild Wild Party / Today and Tomorrow | Memphis Records            |
| 1962                    | Nobody’s Darling / Deep Elm Blues | Holiday Inn Records        |
| 1968                    | Tear It Up / Stutterin' Cindy | Philwood Records           |
| 1973                    | Uh Huh Honey / A Wedding Gown Of White | Pompadour Records          |
| 1973                    | Crazy Heart / When You Decide | Pompadour Records          |
| 1974                    | That Certain Female / She Sets Me Free | Rollin’ Rock Records       |
| 1975                    | Tongue-Tied Jill / Gone Gone Gone | Red Neck Records           |
| 1976                    | Will You Be Satisfied This Way? / It’s Just That Song | Vetco Records              |
| 1976                    | We’re Getting Closer To Being Apart / You Make It Look So Easy | Vetco Records              |
| 1977                    | We’re Getting Closer To Being Apart / Blue Suede Shoes | Feathers Records           |
| 1977                    | If You Were Mine To Lose / Ooby Dooby | Feathers Records           |
| 1980                    | Blue Suede Shoes / We’re Getting Closer To Being Apart | Rockabilly Jukebox Records |
| 1980                    | Ooby Dooby / If You Were Mine To Lose | Rockabilly Jukebox Records |
| 1980                    | Cold Dark Night / Blame It On Time | Rockabilly Jukebox Records |
| 1980                    | Today I Started Loving You Again / Folsom Prison Blues | Rockabilly Jukebox Records |
| 1980                    | Jungle Fever / Jewel Here On Earth | Rockabilly Jukebox Records |
| 1980                    | He’ll Have To Go / Will The Circle Be Unbroken | Rockabilly Jukebox Records |
| 1980                    | Honky Tonk Man / That’s Allright Mama | Rockabilly Jukebox Records |
| 1980                    | Roll Over Beethoven / Swinging Doors | Rockabilly Jukebox Records |
| 1980                    | In The Pines / I Must Move On | Rockabilly Jukebox Records |
| 1980                    | One Black / Dig Myself A Hole | Rockabilly Jukebox Records |
| 1980                    | Lonesome Whistle / Cockroach | Rockabilly Jukebox Records |
| 1980                    | Who De Say / Roll Over Beethoven #2 | Rockabilly Jukebox Records |
| 1984                    | Dig Myself A Hole / Blue Moon Of Kentucky | Renegade Records           |
| 1993                    | Rain / Way In The Night | Norton Records             |
| 1994                    | Dig Myself A Hole / Let’s Live A Little | Norton Records             |
| Unveröffentlichte Titel | |                            |
| 1955–1956               | - Bottle to the Baby (alt. Version) - Mound Of Clay - Runnin' Around - Send Me The Pillow You Dream On - Corrina, Corrina - Frankie and Johnny - Honky Tonk Kid - So Ashamed - We’re Getting Closer to Being Apart - Johnny Come Listen | Sun Records                |
|                         | - I Forgot To Remember to Forget | Memphis Records            |
|                         | - The Man In Love - Early In The Morning - Talkin' 'Bout Lovin' - Don’t Let Me Cross Over - I Am Losing What I Found - Don’t Worry Little Darlin' - Fireball Mail - Have You Ever - Live and Let Live - Love Don’t Treat Me Right - Nobody Answered - The Rules Of Love - She Done Gone - This Lonesome Feelin' - Yesterday Is That Other Day In Life - I’m Walking the Dog |                            |

### Alben (Auswahl)
- 1974: Good Rockin’ Tonight
- 1976: Live In Good Old Memphis, Tennessee
- 1979: Charlie Feathers Vol.1
- 1979: Charlie Feathers Vol.2
- 1979: That Rockabilly Cat
- 1980: Original TV NBC Soundtrack
- 1981: Rockabilly Rhythm
- 1986: The Legendary 1956 Demo Session
- 1987: Wild Wild Party
- 1990: New Jungle Fever
- 1990: Honky Tonk Man
- 1991: Rock-A-Billy Man
- 1993: All Tore Up
- 1995: Tip Top Daddy
- 2000: Live In London
- 2002: I Ain’t Done Yet